# Potalia elegans
Potalia elegans är en gentianaväxtart som beskrevs av L. Struwe och V.A. Albert. Potalia elegans ingår i släktet Potalia och familjen gentianaväxter. Inga underarter finns listade i Catalogue of Life.